# Moses Hess
Pour les articles homonymes, voir Hess.

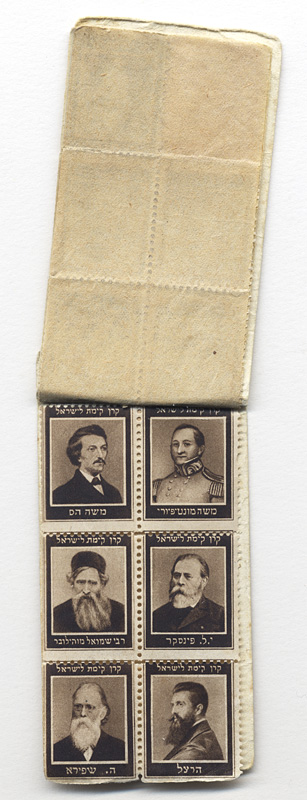
Timbres avec l e portrait de personnalités juives. Au sommet à gauche, Moses Hess. Vers 1916. Musée juif de Suisse.

Moses Hess, né le 21 janvier 1812 à Bonn et mort le 6 avril 1875 à Paris, est un philosophe socialiste allemand, proche de Karl Marx et de Friedrich Engels, très engagé dans les luttes ouvrières en Allemagne. 
Il est aussi considéré comme l'un des fondateurs du sionisme (et du communisme) avec son livre Rome et Jérusalem, qui « est tout simplement, trente-trois ans avant le Judenstaat de Theodor Herzl, la première expression articulée du sionisme politique ».

## Un socialiste proche de Marx et Engels
Impressionné par la nouvelle unité italienne atteinte lors du Risorgimento et, plus généralement, par l'essor du mouvement des nationalités qui apparaît progressivement lors du XIXe siècle, en particulier après le Printemps des peuples de 1848, Moses Hess publie en 1862 Rome et Jérusalem : la dernière question nationale, qui appelle à la création d'un « État juif ». La dernière section de L'Idéologie allemande inclut une thèse par Hess.
Venu d'une famille bourgeoise, Moses Hess épousa une femme du peuple, par mesure de défiance vis-à-vis des valeurs bourgeoises. Cela donna lieu à de fausses rumeurs selon lesquelles il avait épousé une prostituée. Hess reçut une éducation juive de la part de son grand-père, et s'inscrit à l'université de Bonn. Pourtant, il n'obtint jamais son diplôme. À la place, il fonda un journal socialiste et en devint le correspondant parisien. À la suite de l'échec de la Révolution de 1848 et au coup d'État du 2 décembre 1851, il obtient l'asile politique en Suisse et en Belgique, ce qu'il réitère durant la guerre franco-prussienne en 1870.
Ami de Ferdinand Lassalle, il fonde avec lui l'Association générale des travailleurs allemands (1863), le premier parti ouvrier d'Allemagne. Théoricien du socialisme « et inlassable propagandiste, il fut sinon le “père de la social-démocratie allemande”, comme le veut son épitaphe, du moins l'un de ses plus éminents fondateurs ». Adhérent de la Première Internationale, il est délégué à son IVe congrès à Bâle en septembre 1869. 
On le crédite parfois d'avoir converti Engels au communisme et introduit Marx aux problèmes économiques et sociaux. Hess joua un rôle crucial dans la transformation matérialiste de la dialectique hégélienne, encore empreinte d'idéalisme, en concevant l'homme comme l'initiateur de l'histoire à partir de sa propre conscience active. En cela, il avait été influencé principalement par les théories d'August Cieszkowski (Prolégomènes à l'historiosophie). Moses Hess est probablement à l'origine de slogans tels que « la religion est l'opium du peuple ».

## Un pionnier du sionisme
Initialement en faveur de l'intégration juive dans le mouvement socialiste, Moses Hess abandonne progressivement l'idée de la prééminence des facteurs économiques et de la lutte des classes comme moteur de l'histoire. Dans le contexte du Printemps des peuples et des révolutions nationales qui ébranlent les empires, le principe des nationalités et les émancipations nationales lui apparaissant comme un préalable à l'édification du socialisme : « Les Juifs ont compris depuis longtemps que le combat des peuples qui luttent aux côtés de la France pour leur renaissance nationale était leur propre combat. [...] Le mouvement actuel des nationalités n'est qu'une nouvelle impulsion dans la voie indiquée par la Révolution française dès ses débuts ».
D'autre part, peu après l'affaire Mortara, retournant en Allemagne en 1861-1863, il prit la mesure de l'antisémitisme de ce qui deviendra le mouvement pangermanique. Nourri dans son enfance de judaïsme traditionnel auprès de son grand-père qui était le fils d'un grand rabbin de Mannheim, il reprit son nom juif de « Moses » (qu'il avait échangé pour le nom de « Moritz ») afin de protester contre l'assimilationnisme, et se tourna alors vers un judaïsme où il intégrait des éléments du panthéisme spinoziste, ce qu'il ne concevait pas comme étant hétérodoxe. 
À Paris, Hess collabore aux Archives israélites et adhère à l'Alliance israélite universelle. En 1866, il soutient un plan de colonisation de la Palestine que Joseph Natonek présente à l'Alliance.

### Rome et Jérusalem
Son livre Rome et Jérusalem se présente sous la forme de douze lettres écrites à une dame, par lesquelles il veut la convaincre que, puisque l'Italie renaît comme nation (réunification italienne : mars 1861), il est certain que le peuple juif restaurera son unité comme nation : « la renaissance de l'Italie annonce la résurrection de la Judée ». Il fustige le courant réformiste allemand, qui vide le judaïsme de son contenu national, affirme que les Juifs forment une nation, qui nécessairement se dotera d'un État où son génie propre pourra s'épanouir. Et cela avec force :

« Je ne peux tolérer les préjugés hostiles à ma propre race, car cette race a joué dans l'histoire universelle le rôle le plus important et elle est appelée à jouer un rôle plus grand encore dans l'avenir. Je peux encore moins accepter ce préjugé hostile à la langue sacrée de nos pères qui pousse à supprimer l'hébreu dans l'ensemble de la vie juive et jusque dans les cimetières où l'on préfère des inscriptions en allemand. »

Son livre a des accents prophétiques (« Tous se rencontreront sur le terrain du patriotisme juif, les traditionalistes et les modernistes, les riches et les pauvres ») mais aussi très pratiques (« Il faudra créer une école d'agriculture pour apprendre aux enfants et aux jeunes Juifs la pratique de l'agriculture en Palestine [...]. Il faudra employer des Juifs ayant une formation militaire pour assurer la défense contre les attaques »). Et encore :

« Il faut acquérir une terre nationale commune. Il faut créer une situation légale qui protège le travail et permette son développement. Il faut fonder des sociétés juives d'agriculture, d'industrie et de commerce, selon des principes mosaïques, c'est-à-dire socialistes. Ce sont les bases qui permettront au judaïsme de se relever en Orient. »

### Une influence tardive
Cette œuvre de Moses Hess n'était pas complètement isolée. La même année paraît La quête de Sion, du rabbin Tzvi Hirsh Kalisher (1862), qui lui aussi prône l’installation en terre d’Israël. Mais ces idées ne sont pas populaires dans les milieux juifs, encore moins que ne le sera l'appel à l'Auto-émancipation de Léon Pinsker  (1882). La plupart des théoriciens sionistes ont ignoré Moses Hess. La publication de Der Judenstaat en 1896 par Theodor Herzl reste la date fondatrice du mouvement national juif. Pourtant Herzl saluera Hess comme un grand précurseur :

« Quel esprit noble et enthousiaste ! Tout ce que nous avons tenté de faire se trouve déjà dans son livre. Le seul aspect étrange est sa terminologie hégélienne. Mais la synthèse des éléments spinozistes, juifs et nationalistes, est admirable. Depuis Spinoza, les Juifs n'ont pas eu de plus grand esprit que ce Moise Hess si oublié. »

Il meurt en 1875 à Paris et est enterré, selon ses vœux, dans le cimetière juif de Cologne. En 1961, son corps est exhumé et transféré en Israël, dans le cimetière du Kinneret (he), au bord du lac de Tibériade, aux côtés d'autres sionistes socialistes tels que Nachman Syrkin, Ber Borochov et Berl Katznelson.

## Œuvres
- L'Histoire sacrée de l'Humanité par un disciple de Spinoza, 1837
- La Triarchie européenne, 1841 ; trad. fr. & présent. Michel Espagne,  Berlin, Paris, Londres (La Triarchie européenne), Du Lérot, Tusson, 1988.
- L'Essence de l’argent (article publié en 1845)
- Rome et Jérusalem : la dernière question nationale (1862), traduit de l'allemand par A.-M. Boyer-Mathia, Albin Michel, Paris, 1981.